# كويلو نيتو
كويلو نيتو (بالإنجليزية: Coelho Neto)‏ (21 فبراير 1864، كاكسياس في البرازيل - 28 نوفمبر 1934، ريو دي جانيرو في البرازيل)؛ كاتب للأطفال، ، كاتب، أستاذ جامعي، صحفي، سياسي، ، المؤرخ الإخباري، شاعر، كاتب مسرحي وروائي برازيلي.